# Hrvatska diskografska udruga
Der Hrvatska diskografska udruga (HDU) (kroatisch für „Kroatischer Phonoverband“) ist eine Organisation zur Präsentation der kroatischen Musikindustrie und stellt die offiziellen kroatischen Musikcharts bereit. Darüber hinaus vergibt das IFPI-Mitglied Auszeichnungen für Musikverkäufe.

## Verleihungsgrenzen der Tonträgerauszeichnungen
Die Auszeichnungen werden in Kroatien ausschließlich für physische Verkäufe vergeben. Aufgrund sinkender Verkäufe wurde im Mai 2015 die Anforderung für eine Goldene Schallplatte auf bis heute gültige 1.000 verkaufte Exemplare reduziert.
| Auszeichnung | bis September 2010 | bis 13. Mai 2015 | seit 14. Mai 2015 |
| ------------ | ------------------ | ---------------- | ----------------- |
| Silber       | 3.000              | 3.500            | 1.000             |
| Gold         | 7.500              | 7.000            | 3.000             |
| Platin       | 15.000             | 15.000           | 5.000             |
| Diamant      | 30.000             | 30.000           | 10.000            |